# FMC Corporation
FMC Corporation é uma companhia quimica estadunidense sediada na Filadélfia, Pensilvânia.

## História
A companhia foi fundada pelo quimico John Bean em 1883 como Bean Spray Pump Company em Los Gatos, produzindo engates para inseticidas. Em 1928, Bean Spray Pump mudou o nome para Food Machinery Corporation, e começou a usar as iniciais FMC. Em 1941, a FMC recebeu um contrato para desenhar veículos anfibos para o departamento de guerra nacional e diversificou sua produção. FMC emprega 5,500 pessoas atualmente e valores de mercado que giram em US$3.4 bilhões em 2011.